# Белгибаев, Сеит Куандыкович
Сеит Куандыкович Бельгибаев (каз. Сейіт Қуандықұлы Белгібаев, 7 ноября 1949, с. Абай, Георгиевский район, Южно-Казахстанская область, КазССР) — советский и казахстанский государственный деятель. 

## Биография
Бельгибаев Сеит Куандыкович родился 7 ноября 1949 года в селе Абай Георгиевского района Южно-Казахстанской области. По национальности казах.

### Образование
В 1972 году окончил Казахский политехнический институт им. В. И. Ленина по специальности инженер-металлург. 
В 1984 году окончил Алма-Атинскую высшую партийную школу.

### Трудовая деятельность
Трудовую деятельность начал в 1972 году на Чимкентском свинцовом заводе, где работал шихтовщиком, бригадиром и мастером агломерационного цеха до 1975 года. 
С 1975 по 1982 год занимал различные комсомольские и партийные должности: первый секретарь Энбекшинского райкома ЛКСМ Казахстана, заведующий отделом райкома, инструктор Чимкентского обкома партии. 
В 1982–1984 годах был слушателем Алма-Атинской высшей партийной школы, после чего вновь работал инструктором обкома (1984–1985), затем секретарём Кентауского горкома партии (1985–1986), первым секретарем Абайского райкома партии (1986–1988).
В 1988–1991 годах — ответорганизатор, затем заместитель заведующего отделом организационно-партийной работы ЦК Компартии Казахстана. 
В 1991–1992 годах — вице-президент ТОО «Тамыр», в 1992–1993 годах — первый заместитель главы Шымкентской городской администрации, в 1993 году — генеральный директор фирмы «Туркестан».
С 15 декабря 1993 года по 16 октября 1995 года — аким города Шымкент. В этот непростой постсоветский период в городе наблюдался рост безработицы, закрывались промышленные предприятия, активно шёл процесс приватизации. Были проведены выборы депутатов городского маслихата первого созыва. Шымкент установил побратимские связи с городами Стивенэйдж (Великобритания), Байин (Китай) и Чирчик (Узбекистан). В административной структуре города произошли изменения — прежние районы были упразднены, вместо них создано 13 административных округов.
При поддержке городской администрации и совместного предприятия «KRES-Казахстан» на базе Шымкентского производственного объединения КПО была презентована сборка автобусов марки Neoplan. Открылись памятник Абая Кунанбаева в одноимённом парке, художественная галерея «Балбал» во дворце «Металлург», рынок «Керуен-сарай» в районе Верхнего базара и прилегающие торговые ряды. Продолжали работу крупные предприятия: фосфорный и шинный заводы, фабрики «Восход» и «Эластик», совместное предприятие «Казахиталкаракуль».
После ухода с поста акима в 1995–1997 годах занимал должность президента ТОО «БСК». 
С июня 1997 года — первый вице-президент ЗАО «Институт «Энергия».

## Семья
Женат, имеет троих детей.